# Aviron aux Jeux olympiques d'été de 1980
Navigation
Montréal 1976 Los Angeles 1984
L'aviron est présent pour la 18e fois au programme olympique aux Jeux olympiques d'été de 1980.

## Tableau des médailles

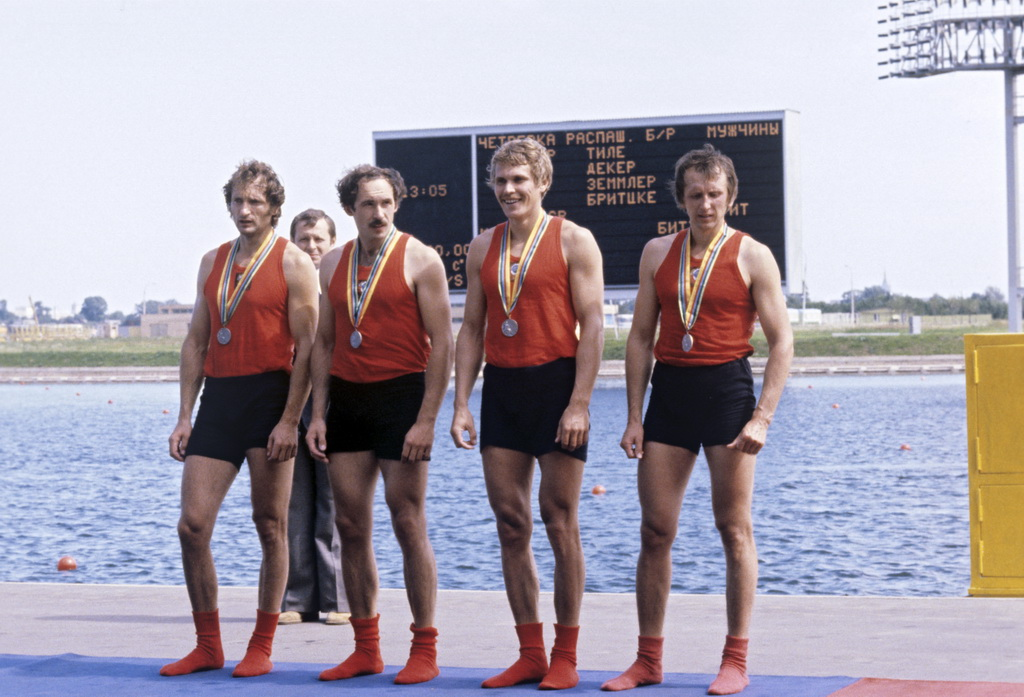
Les Soviétiques Alexei Kamkin, Valery Dolinin, Alexei Kulagin et Vitaly Eliseyev médaillés d'argent en quatre sans barreur.

| Rang  | Pays               | Médaille d'or, Jeux olympiques | Médaille d'argent, Jeux olympiques | Médaille de bronze, Jeux olympiques | Total |
| 1     | Allemagne de l'Est | 11                             | 1                                  | 2                                   | 14    |
| 2     | Union soviétique   | 1                              | 9                                  | 2                                   | 12    |
| 3     | Roumanie           | 1                              | 0                                  | 2                                   | 3     |
| 4     | Finlande           | 1                              | 0                                  | 0                                   | 1     |
| 5     | Bulgarie           | 0                              | 1                                  | 3                                   | 4     |
| 6     | Grande-Bretagne    | 0                              | 1                                  | 2                                   | 3     |
| 7     | Pologne            | 0                              | 1                                  | 1                                   | 2     |
| 7     | Yougoslavie        | 0                              | 1                                  | 1                                   | 2     |
| 9     | Tchécoslovaquie    | 0                              | 0                                  | 1                                   | 1     |
| Total | Total              | 14                             | 14                                 | 14                                  | 42    |

## Podiums

### Hommes
| Discipline          | Or | Argent | Bronze |
| Skiff               | Pertti Karppinen Finlande 7 min 09 s 61 | Vasil Yakusha Union soviétique 7 min 11 s 66 | Peter Kersten Allemagne de l'Est 7 min 14 s 88 |
| Deux de couple      | Allemagne de l'Est Joachim Dreifke Klaus Kröppelien 6 min 24 s 33 | Yougoslavie Zoran Pančić Milorad Stanulov 6 min 26 s 34 | Tchécoslovaquie Zdeněk Pecka Václav Vochoska 6 min 29 s 07 |
| Quatre de couple    | Allemagne de l'Est Frank Dundr Carsten Bunk Uwe Heppner Martin Winter 5 min 49 s 81                                                                                       | Union soviétique Yuriy Shapochka Yevgeny Barbakov Valery Kleshnev Mykola Dovhan 5 min 51 s 47                                                                        | Bulgarie Mintcho Nikolov Lubomir Petrov Ivo Roussev Bogdan Dobrev 5 min 52 s 38 |
| Deux sans barreur   | Allemagne de l'Est Bernd Landvoigt Jörg Landvoigt 6 min 48 s 01 | Union soviétique Yuriy Pimenov Nikolay Pimenov 6 min 50 s 50 | Grande-Bretagne Charles Wiggin Malcolm Carmichael 6 min 51 s 47 |
| Quatre sans barreur | Allemagne de l'Est Jurgen Thiele Andreas Decker Stefan Semmler Siegfried Brietzke 6 min 08 s 17                                                                           | Union soviétique Aleksey Kamkin Valery Dolinin Aleksandr Kulagin Vitaly Yeliseyev 6 min 11 s 81                                                                      | Grande-Bretagne John Beattie Ian McNuff David Townsend Martin Cross 6 min 16 s 58 |
| Deux avec barreur   | Allemagne de l'Est Harald Jährling Friedrich-Wilhelm Ulrich Georg Spohr 7 min 02 s 54                                                                                     | Union soviétique Viktor Pereverzev Gennady Kryuchkin Aleksandr Lukyanov 7 min 03 s 35                                                                                | Yougoslavie Duško Mrduljaš Zlatko Celent Josip Reić 7 min 04 s 92 |
| Quatre avec barreur | Allemagne de l'Est Dieter Wendisch Ullrich Dießner Walter Dießner Gottfried Döhn Andreas Gregor 6 min 14 s 51                                                             | Union soviétique Artūrs Garonskis Dimants Krišjānis Dzintars Krišjānis Žoržs Tikmers Juris Bērziņš 6 min 19 s 05                                                     | Pologne Grzegorz Stellak Adam Tomasiak Grzegorz Nowak Ryszard Stadniuk Ryszard Kubiak 6 min 22 s 52                                                                                      |
| Huit avec barreur   | Allemagne de l'Est Bernd Krauß (en) Hans-Peter Koppe Ulrich Kons Jörg Friedrich Jens Doberschütz Ulrich Karnatz Uwe Dühring Berno Höing Klaus-Dieter Ludwig 5 min 49 s 05 | Grande-Bretagne Duncan McDougall Allan Whitwell Henry Clay Chris Mahoney Andrew Justice John Pritchard Malcolm McGowan Richard Stanhope Colin Moynihan 5 min 51 s 92 | Union soviétique Viktor Kokoshyn Andriy Tishchenko Oleksandr Tkachenko Jonas Pintskus Jonas Normantas Andrey Luhin Oleksandr Mantsevych Ihar Maystrenko Hrihoriy Dmytrenko 5 min 52 s 66 |

### Femmes
| Discipline          | Or | Argent | Bronze |
| Skiff               | Sanda Toma Roumanie 3 min 40 s 69 | Antonina Makhina Union soviétique 3 min 41 s 65 | Martina Schröter Allemagne de l'Est 3 min 43 s 54 |
| Deux de couple      | Union soviétique Yelena Khloptseva Larisa Popova 3 min 16 s 27 | Allemagne de l'Est Cornelia Linse Heidi Westphal 3 min 17 s 63 | Roumanie Olga Homeghi Valeria Rosca Racila 3 min 18 s 91 |
| Quatre de couple    | Allemagne de l'Est Sybille Reinhardt Jutta Ploch Jutta Lau Roswietha Zobelt Liane Buhr 3 min 15 s 32                                                               | Union soviétique Antonina Pustovit Yelena Matiyevskaya Olga Vasilchenko Nadezhda Lyubimova Nina Cheremisina 3 min 15 s 73                                                          | Bulgarie Mariana Serbezova Rumelyana Boncheva Dolores Nakova Anka Bakova Anka Georgieva 3 min 16 s 10                                                            |
| Deux sans barreur   | Allemagne de l'Est Ute Steindorf Cornelia Klier 3 min 30 s 49 | Pologne Małgorzata Dłużewska Czesława Kościańska 3 min 30 s 95 | Bulgarie Siika Barboulova Stoyanka Kubatova 3 min 32 s 39 |
| Quatre avec barreur | Allemagne de l'Est Ramona Kapheim Silvia Frohlich Angelika Noack Romy Saalfeld Kirsten Wenzel 3 min 19 s 27                                                        | Bulgarie Ginka Gyurova Mariyka Modeva Rita Todorova Iskra Velinova Nadesjda Filipova 3 min 20 s 75                                                                                 | Union soviétique Mariya Fadeyeva Galina Sovetnikova Marina Studneva Svetlana Semyonova Nina Cheremisina 3 min 20 s 92                                            |
| Huit avec barreur   | Allemagne de l'Est Martina Boesler Kersten Neisser Christiane Köpke Birgit Schütz Gabriele Kühn Ilona Richter Marita Sandig Karin Metze Marina Wilke 3 min 03 s 32 | Union soviétique Olga Pivovarova Nina Umanets Nadezhda Prishchepa Valentina Zhulina Tatyana Stetsenko Elena Tereshina Nina Preobrajenskaïa Maria Paziun Nina Frolova 3 min 04 s 29 | Roumanie Angelica Aposteanu Marlena Zagoni Rodica Frîntu Florica Bucur Rodica Puscatu Ana Iliuță Maria Constantinescu Elena Bondar Elena Dobrițoiu 3 min 05 s 63 |